# Gilles de Rais
Gilles de Montmorency-Laval, más conocido como Gilles de Rais (o Gilles de Retz, según la ortografía moderna) en referencia a su título de barón de Retz, nacido en fecha desconocida (como muy pronto en 1405) en el castillo de Champtocé-sur-Loire y fallecido el 26 de octubre de 1440 en Nantes, fue un militar y noble francés.
Activo durante la segunda fase de la guerra de los Cien Años, se puso del lado del rey Carlos VII. Finalmente, el barón de Rais selló una alianza con su influyente primo, el gran chambelán Georges de La Trémoille. Esto le llevó a luchar contra los ingleses junto a Juana de Arco, pero poco se sabe de la relación entre estos dos compañeros de armas. Durante sus campañas conjuntas, contribuyó significativamente a levantar el sitio de Orleans antes de ser ascendido a mariscal de Francia el 17 de julio de 1429, el día en que Carlos VII fue coronado rey en Reims.
Tras la muerte de su abuelo Jean de Craon en 1432 y la caída en desgracia de Georges de La Trémoille en 1433, el mariscal de Rais se retiró progresivamente de la guerra. Su familia, y en particular su hermano menor René de La Suze, le acusan de dilapidar sus riquezas vendiendo sus tierras al mejor postor para compensar sus suntuosos gastos, despilfarro que le lleva a ser interdicto por el rey Carlos VII el 2 de julio de 1435.
El 15 o 16 de mayo de 1440, agredió al clérigo Jean Le Ferron en la iglesia de Saint-Étienne-de-Mer-Morte antes de apoderarse del castillo local, violando así las inmunidades eclesiásticas y atentando contra la majestad de su señor, el duque Jean V de Bretaña. Detenido el 15 de septiembre de 1440 en su castillo de Machecoul, fue conducido al Ducado de Bretaña. En octubre de 1440, fue juzgado por la oficialidad de Nantes por herejía, sodomía y asesinato de "ciento cuarenta o más niños". Al mismo tiempo, fue condenado a la horca y a la hoguera por el tribunal secular de Nantes por su golpe de fuerza en Saint-Étienne-de-Mer-Morte, así como por crímenes cometidos contra "varios niños pequeños", sin especificar su número. El 26 de octubre de 1440, fue enviado al cadalso con dos de sus criados condenados por asesinato.
Por otra parte, desde que el fenómeno de los crímenes sexuales en serie se revalorizó a finales del siglo XIX, el caso del mariscal de Rais se ha asociado a veces a la categoría delictiva de asesino en serie, o incluso se ha considerado como el arquetipo del "pedófilo confundido con el violador asesino". De este modo, el barón asesino se convierte en "la encarnación de una estructura perversa intemporal que sólo guarda un lejano parecido con la triple acusación medieval de rebelión, pacto con el Diablo y relaciones contra natura", según el medievalista Jacques Chiffoleau.
A lo largo del siglo XX, la inocencia de Gilles de Rais fue proclamada por varias personalidades, entre las que destaca el arqueólogo Salomon Reinach, un intelectual profundamente afectado por la inicua acusación contra el capitán Dreyfus. Sin embargo, los intentos de rehabilitación corrieron generalmente a cargo de personas no profesionales de la historia, como el escritor Gilbert Prouteau. En 1992, a instancias suyas, un autoproclamado "tribunal de arbitraje" llevó a cabo una "revisión" no oficial de los procesos eclesiástico y secular de 1440, argumentando en los medios de comunicación que el duque de Bretaña y el obispo de Nantes habían urdido un complot judicial para apoderarse de los bienes de los acusados. Los historiadores han criticado esta teoría de la conspiración y han expresado sus objeciones metodológicas a los errores y manipulaciones inherentes a tal "historia-espectáculo".
Varios historiadores, como Matei Cazacu y el medievalista Jacques Heers, no cuestionan la culpabilidad del condenado. Lejos de querer exculparle o reconstruir la verdad judicial, otros historiadores desconfían, sin embargo, de la lectura literal de las actas del doble proceso celebrado en Nantes en otoño de 1440. Los medievalistas Jacques Chiffoleau y Claude Gauvard insisten en la necesidad de contextualizar los documentos históricos estudiando el procedimiento inquisitorial empleado. Así, cuestionan las confesiones de los acusados a la luz de las expectativas y concepciones de los jueces, al tiempo que examinan el papel del rumor en el desarrollo de la fama de Gilles de Rais. Sin embargo, estos historiadores no ignoran algunos testimonios detallados relativos a la desaparición de niños, o ciertas confesiones que describen rituales asesinos y sádicos que no tienen equivalente en los archivos judiciales de la época.
A veces se cree que Rais es la inspiración del cuento popular francés "Barba Azul" (Barbe bleue), pero esta suposición es controvertida.

## Biografía

### Infancia y juventud

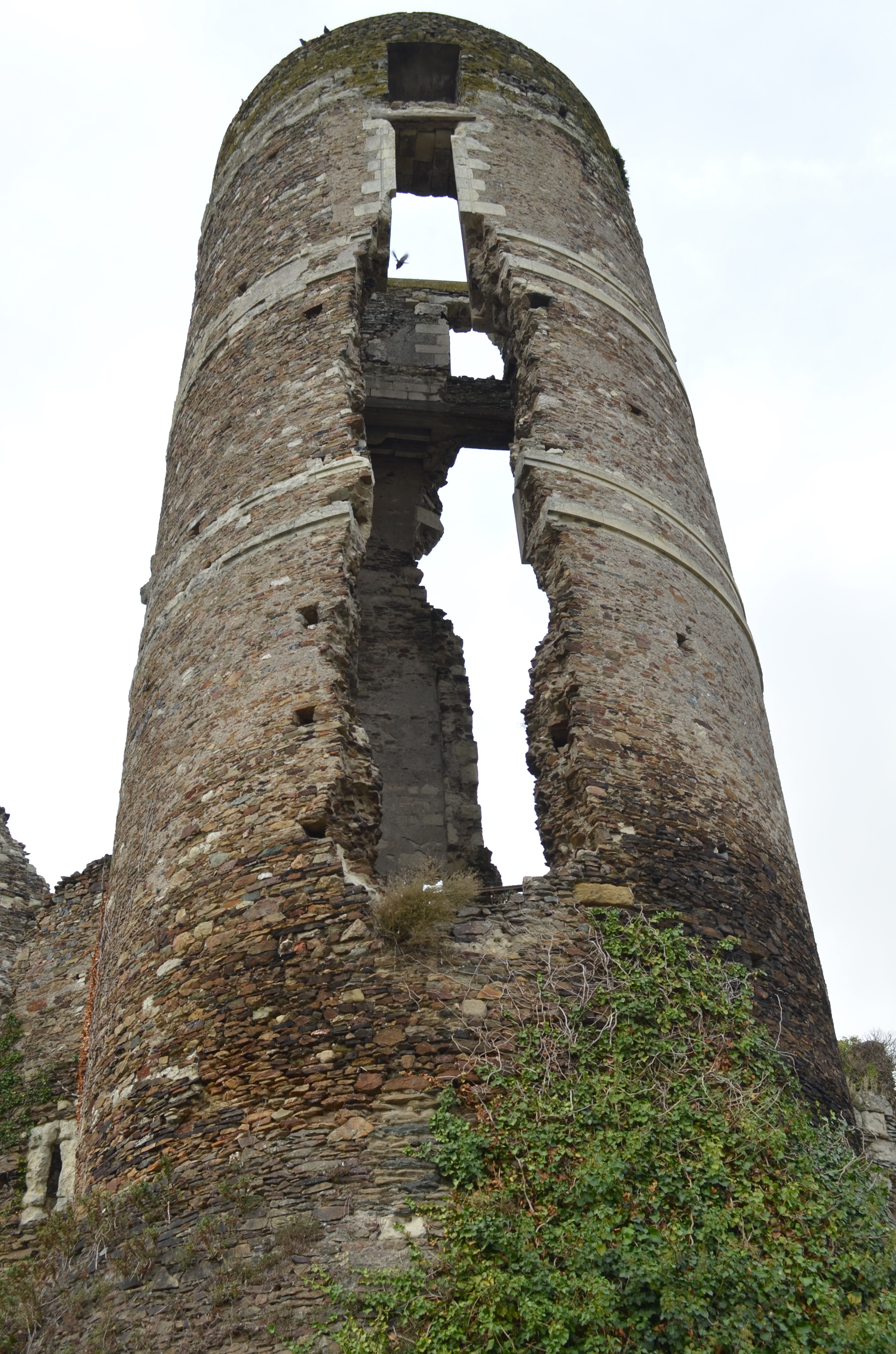
Una torre del castillo de Champtocé en la actualidad

Gilles de Rais (o "Retz"), hijo mayor de Marie de Craon y Guy de Laval-Rais, descendía de varias grandes casas feudales. Ambos se habrían casado como forma de zanjar la maraña sobre la herencia que ambos linajes se traían entre manos. A través de su madre, estaba vinculado a la Casa de Craon, una rica familia occidental, y a través de su padre a la familia Laval, uno de los dos linajes bretones más importantes del siglo XV. Entre los antepasados de la familia Laval figuraban, por matrimonio, los barones de Retz (conocidos como los "barones más antiguos del ducado de Bretaña"), así como la prestigiosa casa de Montmorency, aunque temporalmente debilitada en aquella época.
Nació en una habitación llamada "La Torre Negra" del castillo de Champtocé, en fecha desconocida. Su nacimiento se ha fechado de forma variable entre 1396 y 1406, y más frecuentemente hacia finales de 1404. Sin embargo, dados los retrasos causados por los trámites legales ante el Parlamento de París que condicionaron el matrimonio de sus padres, probablemente no nació antes de 1405, según el archivero-paleógrafo Matei Cazacu. Además, un documento de archivo indica la edad de Rais ("14 a 15 años") en febrero de 1422. El sacerdote Michel de Fontenay, preceptor suyo y que acabaría encarcelado por Gilles, afirmó de él que era <<un genio narcisista, un ser orgulloso y arrogante, vicioso y carente de límites>>.
René, el hermano menor de Rais, nació probablemente en 1414. Obtuvo el señorío de La Suze cuando su hermano mayor le asignó su parte de la herencia el 25 de enero de 1434, ante el tribunal ducal de Nantes. A partir de entonces, René fue conocido como René de La Suze, elevando así el apellido que llevaba la rama más joven de la familia Craon.
Tras la muerte de su padre, Guy II de Laval-Rais, a finales de octubre de 1415 en Machecoul, días después de ser atacado por un jabalí al que intentó dar caza; y la muerte de su madre, Marie de Craon, en fecha desconocida, los jóvenes hermanos Gilles y René fueron criados por su abuelo materno, Jean de Craon, señor de La Suze y Champtocé a pesar de la negativa del padre que lo consideraba un ser inmoral y una influencia nefasta; y que el propio Gilles tacharía en su enjuiciamiento de que podría rivalizar con él en maldad.
La pérdida de su hijo Amaury en la batalla de Azincourt en octubre de 1415, batalla en la que perecieron varios miembros de su casa además de su único sucesor varón, impulsó a Jean de Craon a hacerse cargo y administrar los bienes de Gilles y René, que se habían convertido en sus únicos herederos. De este modo, Craon rompió el testamento de Guy de Laval-Rais, que nombraba a Jean II Tournemine de la Hunaudaye, primo de él, "tutor, curador, protector, defensor y administrador legítimo" de los dos huérfanos.
René y Gilles fueron formados por buenos maestros que les educaron en letras y ciencias y el abuelo les formó en el uso de las armas y, como confesó Gilles en su juicio, les <<enseño a beber y a disfrutar desde niño de pequeñas crueldades>>.

### Proyectos matrimoniales
El 4 de enero de 1417, Jean de Craon desposa a su nieto Gilles de Rais con una rica heredera normanda, Jeanne Paynel, hija de Foulques VI Paynel, señor de Hambye y Bricquebec. Sin embargo, el Parlamento de París prohibió el matrimonio hasta la mayoría de edad de Jeanne Paynel que tenía cuatro años. Este proyecto matrimonial nunca llegó a materializarse, pero no por la presunta muerte de Jeanne Paynel, como han argumentado algunos autores, ya que se convirtió con toda seguridad en abadesa del convento benedictino de Lisieux.
Craon desposó entonces a Rais con una sobrina de Juan VI, duque de Bretaña: Béatrice de Rohan, hija de Alain IX de Rohan y de Margarita de Bretaña. El contrato, fechado en Vannes el 28 de noviembre de 1418, no tuvo continuidad por alguna razón desconocida (tal vez la muerte de Béatrice).

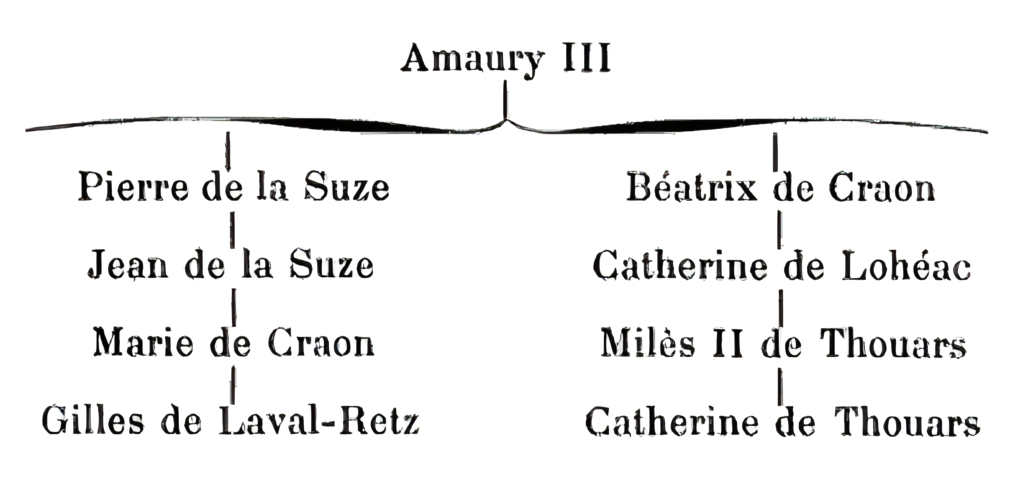
Emparentados hasta el 4.º grado, Gilles de Rais y su esposa Catherine de Thouars descienden por vía materna y paterna de Amaury III de Craon.

Rais llegó a comprometerse con su prima Catherine de Thouars, hija de Miles II de Thouars y Béatrice de Montjean. Además del obstáculo que suponía la consanguinidad de Rais y Catherine de Thouars, parientes en 4.º grado, surgieron disputas entre la casa de Craon y Miles II de Thouars, señor de Pouzauges y Tiffauges. Haciendo caso omiso de estas limitaciones y sin esperar una dispensa eclesiástica, Rais secuestró a Catalina de Thouars y se casó con ella en una capilla fuera de su iglesia parroquial, sin publicar las amonestaciones matrimoniales. A pesar del contrato matrimonial firmado el 30 de noviembre de 1420, la unión de los dos jóvenes fue anulada y declarada incestuosa por la Iglesia.
Tras la muerte de Miles II de Thouars, las alianzas matrimoniales acercaron las casas de Craon y Thouars, contribuyendo a regularizar la situación de la pareja. El 24 de abril de 1422, el legado papal se dirigió a Hardouin de Bueil, obispo de Angers, pidiéndole que pronunciara una sentencia de separación contra Gilles de Rais y Catherine de Thouars, y que les impusiera una penitencia antes de absolverlos del delito de incesto y permitirles casarse en debida forma. Tras realizar una investigación, Hardouin de Bueil celebró su matrimonio con gran pompa y ceremonia el 26 de junio de 1422, en el castillo de Chalonnes-sur-Loire. Esta unión reforzó la posición de Rais en Poitou al "vincularlo a la casa de los vizcondes de Thouars, que dominaban la región del Bajo Poitou hasta el Atlántico".
La única hija de Gilles de Rais y Catherine de Thouars, Marie de Rais, nació en 1433 o 1434 y murió en 1458.

### Litigios familiares

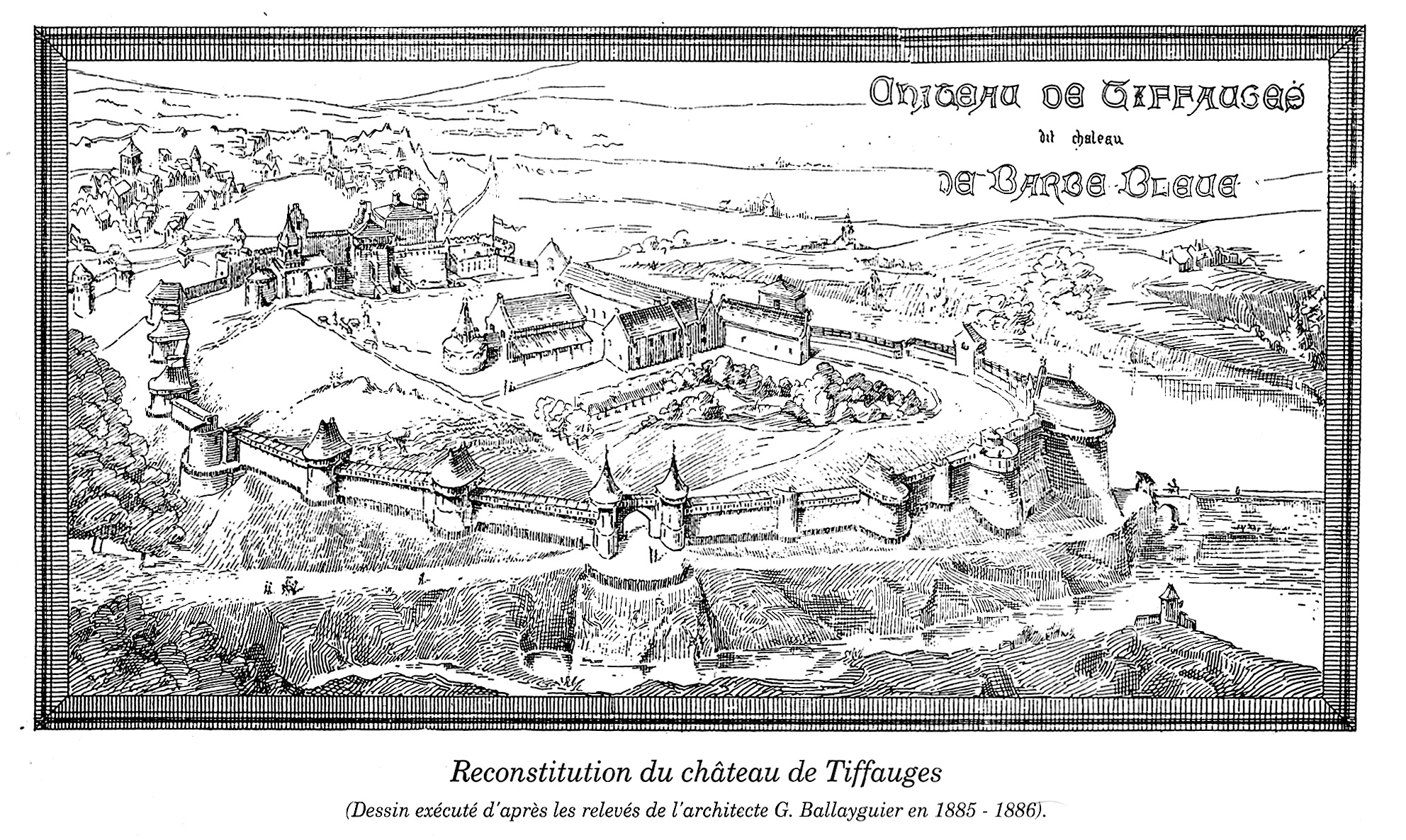
Reconstitución del castillo de Tiffauges y de las murallas que lo rodean (1886)

De acuerdo con las cláusulas del contrato matrimonial de su hija Catherine de Thouars, Béatrice de Montjean retuvo en dote cierto número de posesiones del difunto Miles II de Thouars, entre ellas los castillos de Tiffauges y Pouzauges. Jean de Craon y Gilles de Rais esperaban recuperar posteriormente todos los castillos poitevinos de Beatrice. Sin embargo, Beatrice de Montjean se volvió a casar con Jacques Meschin de la Roche-Aireault, antiguo escudero del difunto Miles II de Thouars y chambelán del rey Carlos VII. Esta unión comprometió los planes del señor de La Suze y de su nieto. Como consecuencia, ambos encargaron a su acólito Jean de la Noe (o la Noue), capitán de Tiffauges, el secuestro de Beatriz. Jean de la Noe aprovechó también la ocasión para apoderarse de la hermana menor de Jacques Meschin. Béatrice de Montjean fue encarcelada en Loroux-Bottereau y luego en Champtocé. Su yerno Gilles de Rais y Jean de Craon la amenazaron con coserla en sacos y arrojarla a un río si no renunciaba a su dote.
Para liberar a su esposa y a su hermana, el chambelán Jacques Meschin de la Roche-Aireault hace comparecer varias veces a Jean de Craon y a Gilles de Rais ante el Parlamento de París, sin resultado. Jacques Meschin envió un alguacil a Champtocé antes de delegar en su propio hermano, Gilles Meschin, para dirigir a sus enviados. Jean de Craon encarceló a todos los portadores de la citación, incluido Gilles Meschin. No obstante, el señor de La Suze accedió a liberar a Beatrice de Montjean a petición de su esposa Anne de Sillé, que era también la propia madre de la prisionera. Los demás rehenes fueron finalmente liberados a cambio de un rescate, pero Gilles Meschin murió pocos días después, probablemente como consecuencia de las condiciones en que había permanecido retenido en Champtocé. La hermana menor de Jacques Meschin, enviada a Bretaña, fue obligada a casarse con Girard de la Noe, hijo del capitán de Tiffauges.
Jacques Meschin demandó a Jean de Craon y a su nieto ante el Parlamento de París, y éstos llegaron a un compromiso con su adversario. En el marco de una transacción ratificada por el Parlamento, el chambelán optó por conservar Pouzauges mientras que Gilles de Rais se quedaba con Tiffauges. Sin embargo, Craon y Rais extorsionaron a Pouzauges de Jacques Meschin con el pretexto de que Catherine de Thouars, esposa de Gilles, "lleva el nombre [de Pouzauges] en el mundo". Cuando se dirigía a Pouzauges para supervisar la ejecución de la transacción, Adam de Cambrai, primer presidente del Parlamento de París, fue molestado y robado por hombres a sueldo de los dos cómplices. Las numerosas condenas dictadas posteriormente contra Jean de Craon y Gilles de Rais no fueron escuchadas.

### Títulos, propiedades y riquezas

Fronteras del entre Poitou y el ducado de Bretaña.

Titular de la baronía de Retz, considerada una de las seis baronías más antiguas del ducado de Bretaña, Gilles de Rais fue uno de los señores más importantes del oeste de Francia, en particular gracias a sus numerosas propiedades repartidas por Bretaña, Anjou, Poitou, Maine y Angoumois. El medievalista Philippe Contamine señala que Rais era "bretón, poitevino y angevino a la vez, debido a sus feudos". Por otra parte, el historiador Georges Peyronnet precisa que la "red de parentescos familiares y feudales" de Rais (incluidas las casas de Laval y Craon) abarcaba gran parte de las tierras de marcha occidentales, regiones fronterizas de difícil acceso debido al clima oceánico húmedo que caracterizaba estas tierras de bocage y el Marais breton ("pantano bretón"). De ahí la importancia "como vías de transporte más abiertas, de los valles del Loira y del Sèvre Nantaise, (...) controlados por enormes fortalezas". Así, la posición de encrucijada que ocupaba la baronía que cubría el Pays de Retz "era una baza innegable para el comercio, y permitía a los Sires de Retz controlar los flujos en el eje principal del Loira para la economía bretona y la del oeste de Francia en general", afirma el historiador Brice Rabot.
En el "extremo meridional del ducado de Bretaña", la baronía de Retz comprendía un "vasto conjunto de unas cuarenta parroquias que se extienden entre el Loira y las fronteras comunes de Poitou y Bretaña". Gilles de Rais poseía Machecoul (la "cabeza de la baronía"), así como las castellanías de Coutumier, Bourgneuf, Prigny y la mitad de la isla de Bouin, dominios que bordean la bahía de Bourgneuf. En la bahía, las salinas le proporcionan probablemente una parte nada desdeñable de los ingresos. Además, poseía una renta vitalicia sobre el bosque de Paimpont, el palacete llamado "Hôtel de La Suze" en Nantes y el señorío de La Bénate "que abarca 26 parroquias en las tierras de marcha (13 en Bretaña y 13 en Poitou)", entre otros.

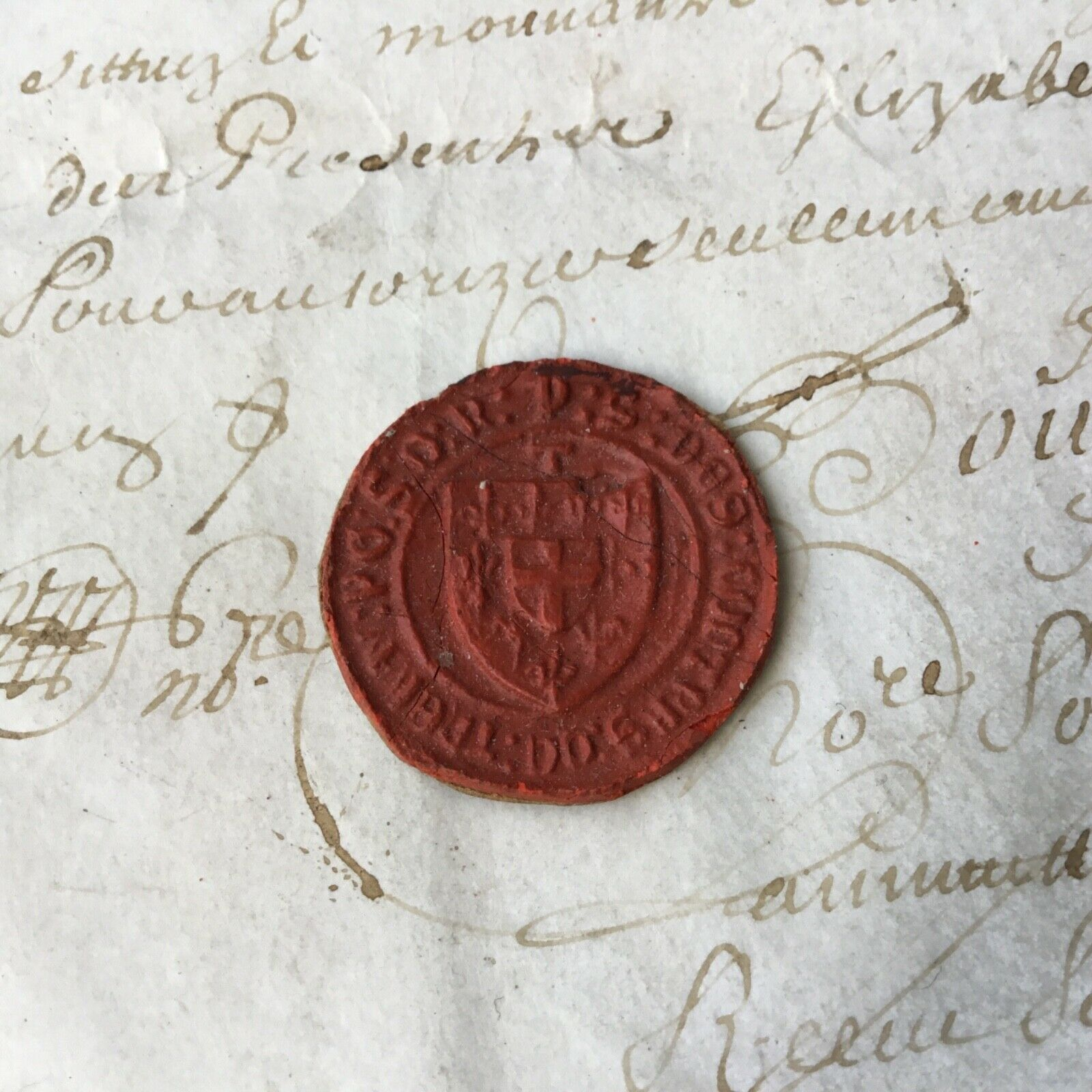
Sello de cera que reproduce el sello jurisdiccional de Rais relativo a los contratos de la propiedad de Tiffauges, que poseía de su esposa Catherine de Thouars.

En el ducado de Anjou, heredó los importantes señoríos de Champtocé e Ingrandes, fuente de importantes ingresos procedentes del "tráfico" (comercio de mercancías) del Loira, así como los señoríos de Blaison y Chemellier, la baronía de Briollay y los señoríos de Fontaine-Milon, Grez y Grattecuisse. En Poitou, poseía los señoríos de Cheneché, de la Voûte, Sigon, Cloué, Chabanais y las tierras de Breuil-Mingot, además de adquirir por matrimonio y extorsión la baronía de Pouzauges y el señorío de Tiffauges. En Maine, poseía los señoríos de La Suze, Ambrières y Saint-Aubin-Fosse-Louvain, así como las tierras de Précigné. En Angoumois, los señoríos de Confolens, Loubert y Château Morant. 
Sin embargo, este censo sólo muestra a Rais en el apogeo de su prosperidad domanial, después de su matrimonio con Catherine de Thouars (1422) y tras la muerte de su abuelo Jean de Craon (1432). Además de las enajenaciones más o menos importantes que hizo Rais, reduciendo progresivamente su patrimonio, algunas tierras pertenecían a su esposa, otras sólo le fueron legadas a la muerte de Jean de Craon, por no hablar de las que cedió a su hermano René de Rais asignándole su parte de la herencia en 1434.
Además, sus propiedades no siempre eran de buen valor, ya que las rentas de las mismas podían verse gravadas de diversas formas, como enajenaciones irrevocables concedidas por anteriores barones de Retz a favor de vasallos o de la Iglesia; viudas que disfrutaban de una dote según el derecho consuetudinario; presuntos inicios de la decadencia comercial de las salinas en la bahía de Bourgneuf; anexiones o estragos causados por la guerra, cuya amenaza constante obligaba a mantener dispositivos defensivos y a pagar hombres de armas... Por tanto, además de la mala gestión de los activos, hay que tener en cuenta otros factores para explicar las graves dificultades financieras del Rais.
En cualquier caso, debido a registros fragmentarios o imprecisos, no es fácil estimar con exactitud su patrimonio y, en particular, el rendimiento de sus propiedades a pesar de su tamaño. Este es un tema de desacuerdo entre los historiadores Jacques Heers y Matei Cazacu. Minimizando la riqueza y el estatus social de Rais, Heers le niega el calificativo de "gran señor", argumentando que presentarle como "uno de los señores más ricos de Francia es una mera figura retórica". Matei Cazacu, por su parte, rebate esta interpretación y reafirma el estatuto de Rais como gran señor, poderoso y suntuoso, haciendo especial referencia a un escrito redactado por los herederos de éste hacia 1461-1462.
Este documento jurídico atribuía a Rais unos ingresos anuales de 50.000 livres tournois, de los cuales unos 30.000 procedían de sus propiedades y casi 20.000 de su cargo de mariscal de Francia. Si bien esta cantidad está muy por debajo de los ingresos de los príncipes contemporáneos (como los duques de Orleans, Borgoña y Berry), no obstante sitúa a Rais en una franja alta, inaccesible para la gran mayoría de los señores bretones del siglo XV. Sea cual fuere la estimación, su fortuna resultó insuficiente para mantener su opulento estilo de vida en el espacio de unos pocos años.

### Acciones militares

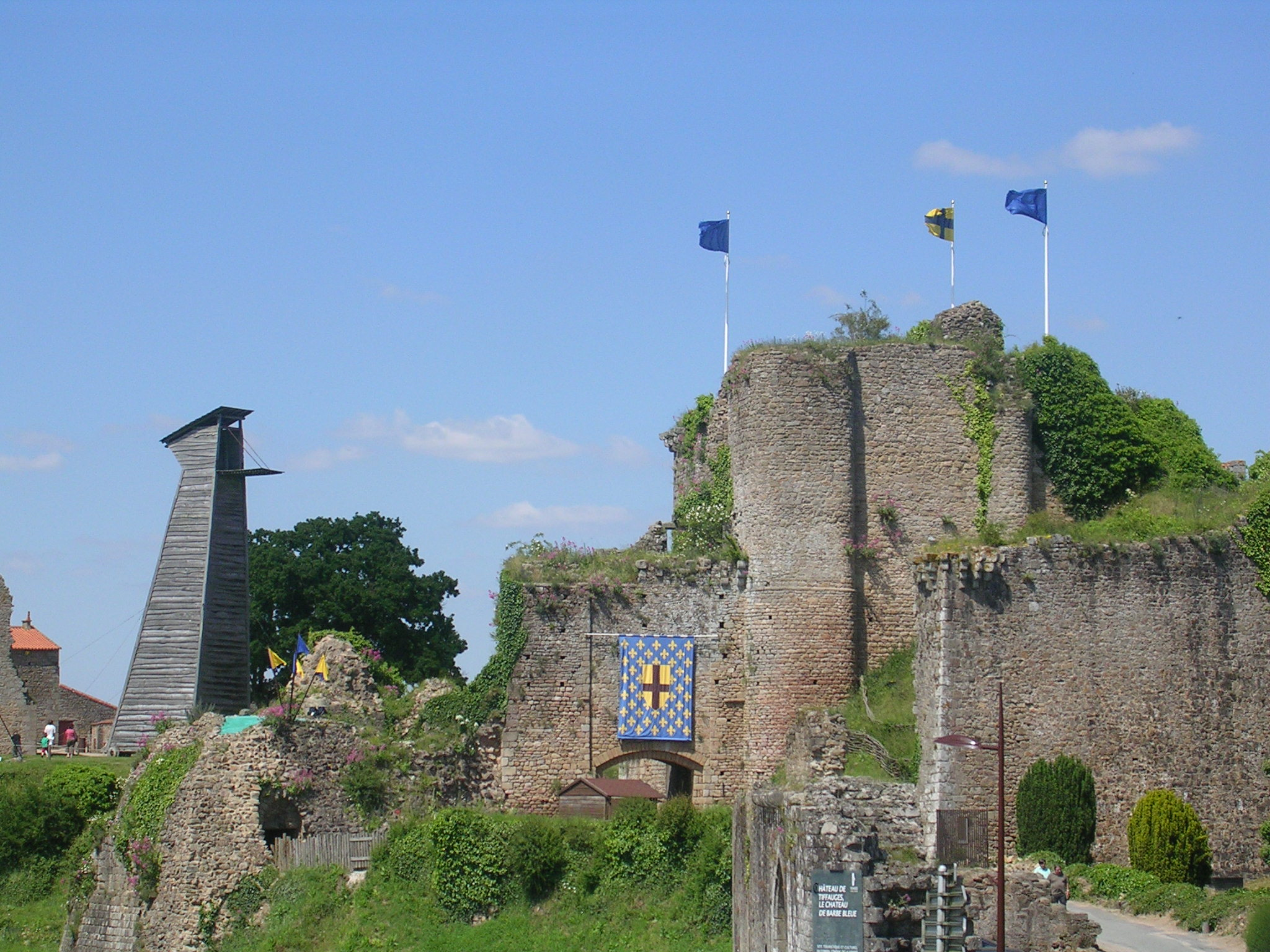
El castillo de Tiffauges en la actualidad

Su abuelo De Craon le recomendó a Guillaime La Jumelliers como consejero en política, estrategias militares y finanzas. Se puso a las órdenes de Juan V, duque de Bretaña en las querellas residuales de la Guerra de Sucesión Bretona, entre los Montfort y los Penthièvre. Luchó siempre en la vanguardia con sus soldados —tropas pagadas por él—. En el campo de batalla fue un soldado brutal que carecía de escrúpulos y moderación. Destacó por su ferocidad temeraria y no por el conocimiento en el arte de la guerra o por su inteligencia.
Gilles raptó a su prima Catherine de Thouars, y se casó con ella el 30 de noviembre de 1420. La familia Thouars poseía varios castillos. Cuando la viuda Béatrice de Montjean, suegra de Gilles, se casó con Jacques Meschin de la Roche-Aireault, Gilles y De Craon la raptaron y la encerraron a pan y agua hasta que cedió los castillos que ellos pedían. Gilles Meschin, hermano de Jacques Meschin, y otros hombres quisieron rescatar a Béatrice de Montjean y fueron encarcelados también por Craon, de forma que Gilles Meschin murió. Mientras tanto, Gilles y su primera esposa tardaron en tener descendencia, que finalmente llegó en forma de una niña, Marie, nacida en 1433 o 1434.
Después de las campañas de Juan V, Gilles rindió homenaje a Carlos VII, delfín de Francia en aquel momento, para combatir contra los ingleses y sus aliados de Borgoña. En 1427 Jean de Craon era nombrado teniente general de Anjou y Gilles fue colocado a la cabeza de uno de los ejércitos siendo así reclutado por Georges de La Trémoille, gran chambelán del rey. Fue en esa época cuando Gilles conoció, en 1429, a Juana de Arco.
El delfín Carlos concedió un pequeño ejército a Gilles y a Juana para liberar Orleans del asedio inglés. Junto a ellos estaban otros generales como Juan de Dunois, el duque de Alençon y Étienne de Vignolles, apodado "La Hire". En solo ocho días las fuerzas francesas lograron levantar un sitio que duraba ya varios meses. Entraron triunfales en la ciudad y todo el mundo los veía como los salvadores de Francia. Poco después contribuyó a las victoria francesas en la batalla de Jargeau y en la batalla de Patay. Además, en ese mismo año fue proclamado mariscal de Francia con tan solo 25 años. Adoptó la flor de lis en su escudo de armas, cuando Carlos VII fue proclamado rey el 17 de julio en la catedral de Reims.
Mientras disfrutaba de su posición como mariscal de Francia ocurrió otro hecho: la captura y condena a muerte en la hoguera de Juana de Arco, el 31 de mayo de 1431. Gilles se encontraba a unos 25 kilómetros de Ruan, localidad en donde se había celebrado el juicio, y se cree que intentó llevar a cabo el rescate de su compañera de armas, aunque finalmente no lo pudo realizar. Su última acción en la guerra de los Cien Años fue en la batalla de Lagny, en agosto de 1432, en la que resultó victorioso.
Además de la muerte de Juana de Arco, el chambelán La Tremoille, su protector, cayó en desgracia en 1434 después de la campaña de amparo al duque de Borbón contra el duque de Borgoña, que sitiaba la ciudad de Grancey. Tras la muerte de su abuelo en 1432, Gilles tuvo plena libertad para hacer lo que quisiera.

### Declive y crímenes
Era culto aunque no reflexivo, ávido de riquezas pero despilfarrador. Desde ese momento se entregó a los más locos dispendios para satisfacer sus más caros caprichos. Tenía pasión por todas las artes, especialmente por la música. Se exacerbaba con los cantos gregorianos, llegando al éxtasis. Si oía decir que se había escuchado una hermosa voz, no descansaba hasta conseguir llevar a su servicio a quien la poseyera, por muy lejos que estuviera, como los cantores contratados en Poitiers, André Buchet, de Vannes, y Jean de Rossingol, de La Rochelle, a quienes sugestionó  de toda clase. El sonido de los organos, de los cuales tenía en diferentes diseños le producía tal enajenación que se los hizo construir portátiles para que lo acompañaran en sus menores traslados. Consiguió, en su exaltación religiosa, ser nombrado canónigo de Saint-Hilaire-de-Poitiers y se rodeó de una comitiva de cincuenta eclesiásticos, junto con 200 soldados de caballería, cuya sede se encontraba en la capilla de los Saints-Innocents, en Machecoul.
Por otra parte, todo el que acudía a él disfrutaba de su generosidad; el extranjero era bien recibido, cualquiera que fuese su condición, a cualquier hora del día o de la noche; tenía hospitalaria mesa, y era raro que abandonase su mansión sin salir colmado de dones en especies o en metálico. Gastaba dinero en ostentación para recuperar el prestigio perdido. Realizaba grandes banquetes. Gastó la mayoría de su fortuna en obras teatrales y en fiestas.

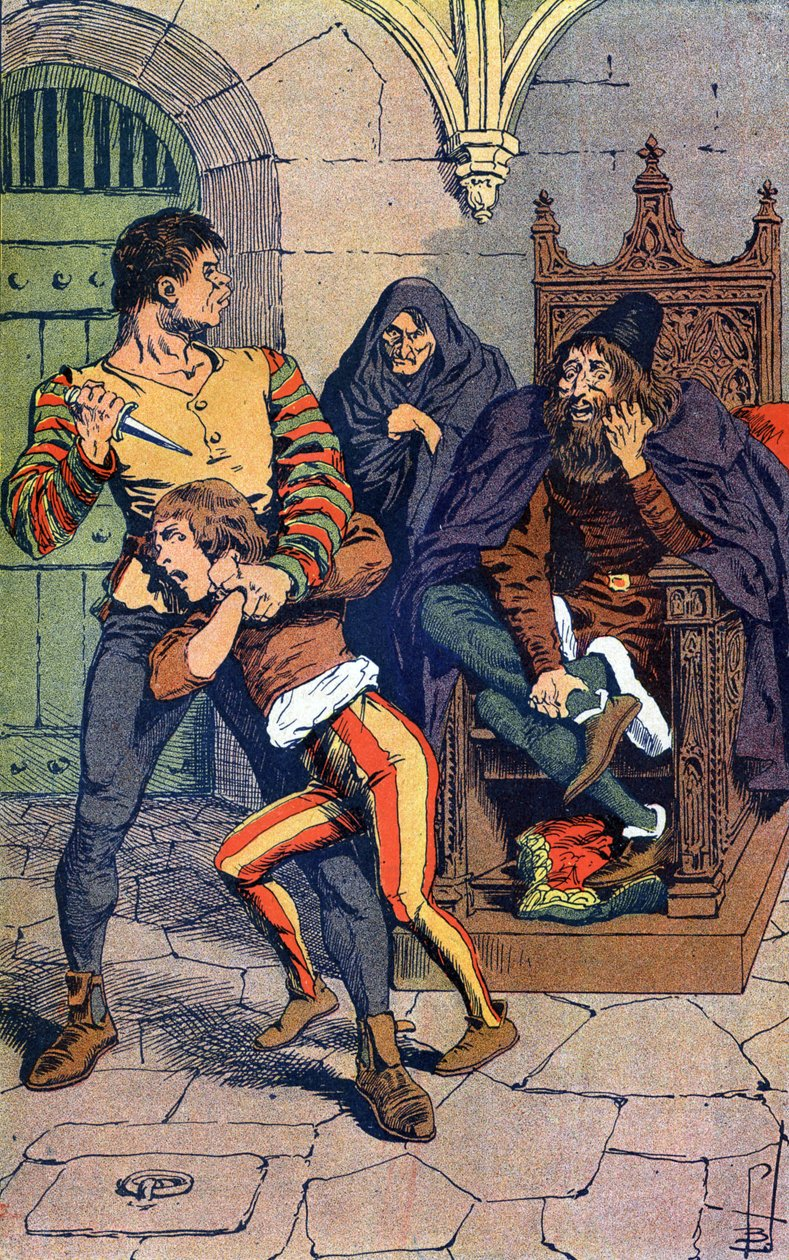
"Gilles de Rais, el vampiro de Bretaña" de Bombled. (Ilustración de "Histoire de France" de Jules Michelet).

Para procurarse el dinero necesario, tuvo que recurrir a numerosos arbitrios y ruinosos contratos. Logró la colaboración de aposentadores, burgueses y mercaderes, que le adelantaban a un interés usurario las sumas que, por una generosidad neurótica, se le fundían entre los dedos y se hundían en un abismo sin fondo. En 1437 vendió Ingrandes y Champtocé a Juan V de Bretaña por unos escasos 100 000 escudos. Gilles se aproximaba al momento en que se anunciaba, amenazadora, la ruina inevitable. Sus cofres estaban vacíos y su crédito agotado; los que le habían rodeado en las horas dichosas, presintiendo el desastre, se alejaban de él. Ante esta situación se vuelve hacia el esoterismo, buscando en la alquimia el modo de fabricar el oro que le faltaba (se interesó, por ejemplo, en el secreto de la Piedra filosofal). De esta forma se rodeó de nigromantes y alquimistas. Finalmente, cayó en manos de un embaucador florentino llamado François Prelati, quien le aseguró que llenaría sus arcas gracias a la magia negra.
El mariscal visitaba con frecuencia a su cómplice y se informaba con ansiedad del resultado de las investigaciones. Prelati aseguró a su señor que, en una de sus invocaciones, había visto cerca de él al demonio, pero que esta aparición fantástica se había desvanecido sin que hubiera podido pronunciar palabra alguna. El crédulo mariscal, que tenía un pánico atroz al diablo aunque nunca lo hubiese visto, hizo caso de Prelati, y mandó que se redoblasen los ensalmos y los conjuros. En otras ocasiones, Prelati fingía estar herido al salir de una de sus invocaciones, que siempre se realizaban en un cuarto escondido, causando en Gilles más pánico. Sillé fue el proveedor de todos los elementos para las invocaciones en Tiffauges y el padre Eustache Blanchet el encargado de contratar a los invocadores, como Prelati y La Riviére —el cual aseguró haber visto al demonio en una invocación en un bosque en forma de leopardo, ante la credulidad de Gilles— o alquimistas como Jean Petit, el cual realizó varios hornos para trabajar con mercurio. Sin embargo, los hornos creados debieron ser destruidos ya que el futuro Luis XI, el delfín, visitó a Gilles por una orden del rey Carlos VII, quien condenaba la alquimia como herejía. «Es imposible que el mariscal salga bien de sus empresas —dijo uno de los familiares de Gilles de Rais— si no ofrece al demonio la sangre y los miembros de un niño». A esto se unía, además, su voluntad de matar niños para su disfrute y placer personal en el transcurso de orgías sexuales y etílicas.
En su afán por procurarse víctimas para sus sacrificios, servidores de Gilles de Rais como Henriet y Poitou recorrían los pueblos y las aldeas buscando niños y adolescentes a los cuales prometían que los harían pajes en los castillos del señor de Rais. Siempre en lugares lejanos, incluso en algunas ocasiones el propio Gilles con amabilidad acudía personalmente a las casas de los plebeyos para asegurar a los parientes de los niños un prometedor futuro. De las víctimas los padres no tenían más noticias y, si preguntaban, les respondían que estaban bien. Pronto la gente se alarmó y de Rais recurrió a los raptos. Pero la gran locura llegaba por la noche cuando él y sus esbirros se dedicaban a torturar, vejar, humillar y asesinar a los niños previamente secuestrados. Después de cada sangrienta noche, Gilles salía al amanecer y recorría las calles solitario, como arrepintiéndose de lo hecho, mientras sus secuaces quemaban los cuerpos inertes de las víctimas. El temor se apoderó de los habitantes de los pueblos. Los criados tuvieron que ampliar su campo de acción, con lo que el pavor se extendía más y más. Hasta que las murmuraciones se convirtieron en gritos que llegaron a las más altas autoridades.
Llegó a utilizar varias de sus posesiones, no solo el castillo de Tiffauges, para cometer sus fechorías, como el castillo de Machecoul, el de Champtocé y la casa de la Suze.
Una vez se aprovechó de unos niños que eran mendigos y que fueron a pedir limosna inocentemente a su castillo. Gilles los violó y desmembró, las víctimas fueron asesinadas por decapitación, degollamiento, desmembramiento o rotura de cuello. Una vez muertos, los abrazaba fuertemente y deliraba; en otras ocasiones se reía ante los últimos estertores del niño y muchas veces cortaba la vena yugular haciendo brotar la sangre.
En algunas ocasiones cuando asesinaba a una de sus víctimas se arrepentía y juraba partir hacia Tierra Santa para redimir sus pecados, pero al poco tiempo volvía a cometer las mismas atrocidades.
Durante los ocho años de terror, Gilles parecía no vivir en un mundo real, rodeado de gran fastuosidad y como si no se diera cuenta de las brutales acciones que llevaba a cabo. Según contó en el juicio que se le hizo, junto con su grotesca corte, cortaban las cabezas de varios niños recién muertos y hacían competiciones para elegir los rostros más bellos. Las cabezas eran ensartadas en picas y las iban calificando. Se llegó a contar que estas calificaciones las firmaba el mismo diablo, ya que un brujo llamado Rivière podía invocarlo, o a uno llamado Barrón, al cual le ofrecían un sacrificio, como los órganos de un niño.
En continuadas ocasiones, su hermano René intentó salvar el patrimonio familiar que Gilles estaba vendiendo; incluso, con la ayuda del rey, logró un edicto según el cual Giles no podía vender más posesiones. René logró así comprar el castillo de Machecoul.

### Investigación, captura y ejecución

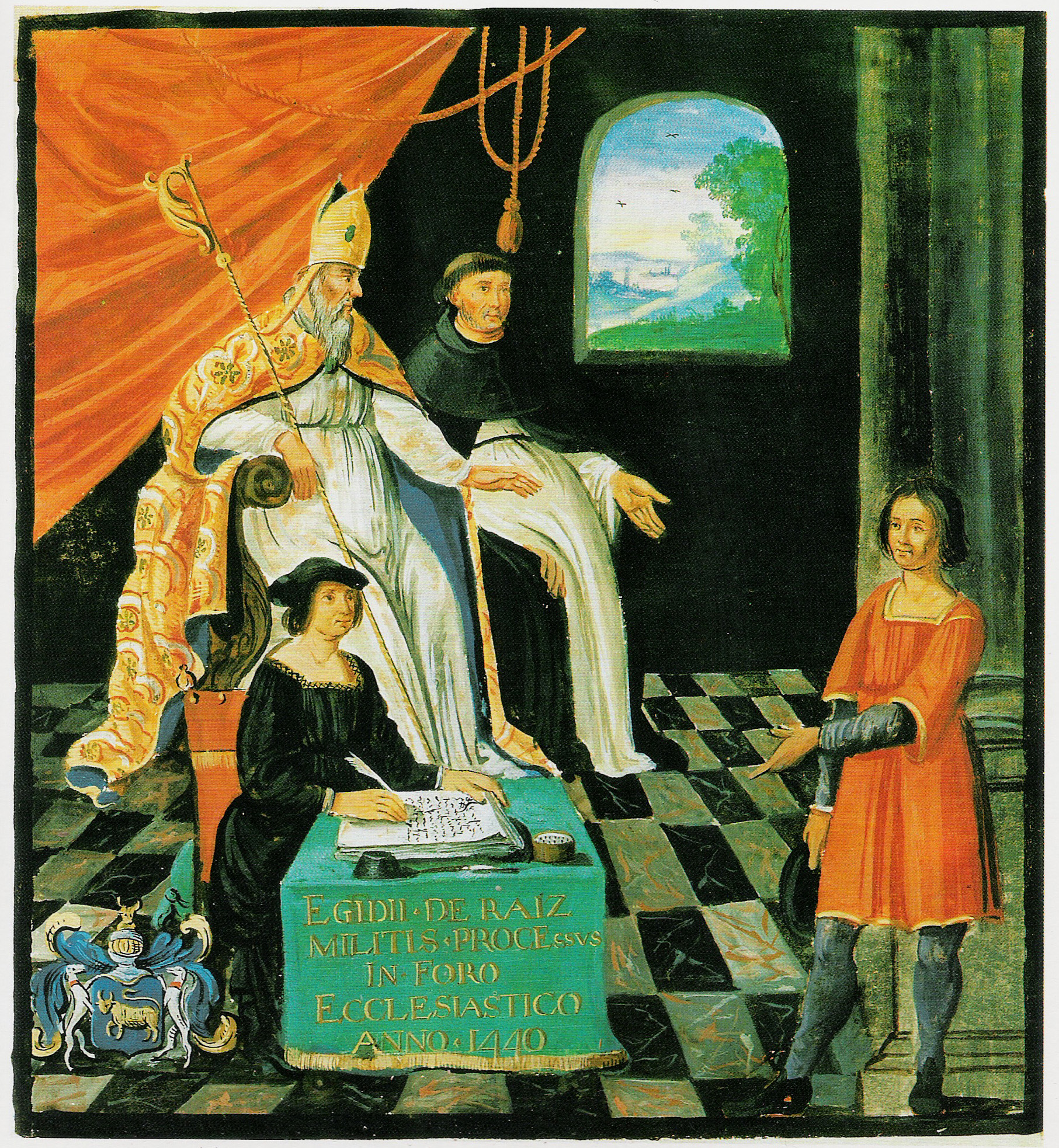
Gilles de Rais ante el tribunal

Pero llegó el momento de que todo esto acabara, y ese momento fue cuando el obispo de Nantes, Jean de Malestroit, investigó las desapariciones de Bretaña y vio que no eran casuales. Malestroit descubrió los crímenes gracias al hecho de que, en plena depresión, Gilles vendió uno de sus últimos castillos, el de Saint-Etienne-de-Memorte, al tesorero de Juan V, Geoffroy Le Ferron. Gilles se enteró de que un primo suyo, el señor de Villecigne, quería comprar el castillo y creyó que Le Ferron no aceptaría la anulación. Este había dejado a su hermano Jean, eclesiástico, al frente del castillo. Gilles, en otro de sus impulsos, atacó la iglesia donde Jean celebraba misa y lo secuestró, encerrándolo en Tiffauges. El ataque fue conocido por el duque de Bretaña y por el propio Malestroit. Juan V mandó a su hermano, condestable del rey, a rescatar a Jean Le Ferron mientras él intentaba apaciguar a Gilles. Finalmente, Gilles de Rais fue capturado el 15 de septiembre de 1440, cuando se presentó a las puertas del castillo de Machecoul, donde estaba entonces Gilles de Rais, un grupo armado al mando del capitán Jean Labbé, que iba acompañado por el notario Robin Guillaumet en nombre del obispo de Nantes, portando órdenes del duque. Gilles de Rais se entregó, junto con Prelati, Blanche, Henriet y Poitou, y fue llevado a juicio. El 19 del mismo mes, es decir, cuatro días después de su detención, empezó el interrogatorio que continuó el 28, y el 8, 11, 13, 15 y 22 de octubre. 
En el juicio, altamente detallado y cuyos escritos del siglo XV aún existen, pasaba del insulto a los jueces al hundimiento más absoluto. Aparentemente las declaraciones de Gilles y sus cómplices fueron tan estremecedoras que los jueces ordenaron omitir de las actas las peores partes. Fue encerrado en una prisión acomodada por su condición de noble. Se declaró al principio inocente, pero en uno de los trastornos de personalidad que ya sufría de años atrás, rectificó y se declaró culpable, quedando el día 15 de octubre muy arrepentido de lo que había hecho. Finalmente, el día 22, ante los jueces eclesiásticos comandados por el obispo de Saint-Brieuc, documentó todos los asesinatos y las vejaciones que practicaba a los niños de entre 7 y 20 años, actuaciones pedófilas, rasgaduras, colgamientos del techo por ganchos, decapitaciones, etcétera. Dijo que hasta había bebido la sangre de los niños, incluso cuando estos aún estaban vivos, que «necesitaba aquel goce sexual» y que había escrito un libro de conjuros con la sangre de los supuestamente asesinados. Fueron confesiones tremendas, si bien declaró que sólo hizo <<lo que otros hombres sueñan>>, y toda Francia se convulsionó ya que la gente no se creía que uno de sus héroes fuera un hombre tan vil. Se constató que había matado entre 80 y 200 víctimas, todas menores de edad, aunque probablemente fueran muchas más. Fue condenado por asesinato, sodomía y herejía.
Ante su desmedido arrepentimiento fue incluso objeto de compasión de clérigos y plebeyos y se concedió la petición de que fuera una comitiva detrás de él hacia su lugar de ejecución. Finalmente, el 26 de octubre de 1440 Gilles de Rais, junto a dos de sus más perversos colaboradores, habiendo rechazado la gracia real —perdón de la pena que se le extendía por ser Par de Francia—, fue conducido al prado de la Madeleine en Nantes para ser ahorcado y quemado públicamente. Se comportó dignamente y arengó a los que morirían con él a pensar solo en la salvación. Su cuerpo fue bajado del cadalso antes de que las llamas lo alcanzasen, a diferencia de los de sus colaboradores, y fue enterrado en la iglesia de las carmelitas de Nantes.

## En la cultura popular

### Literatura

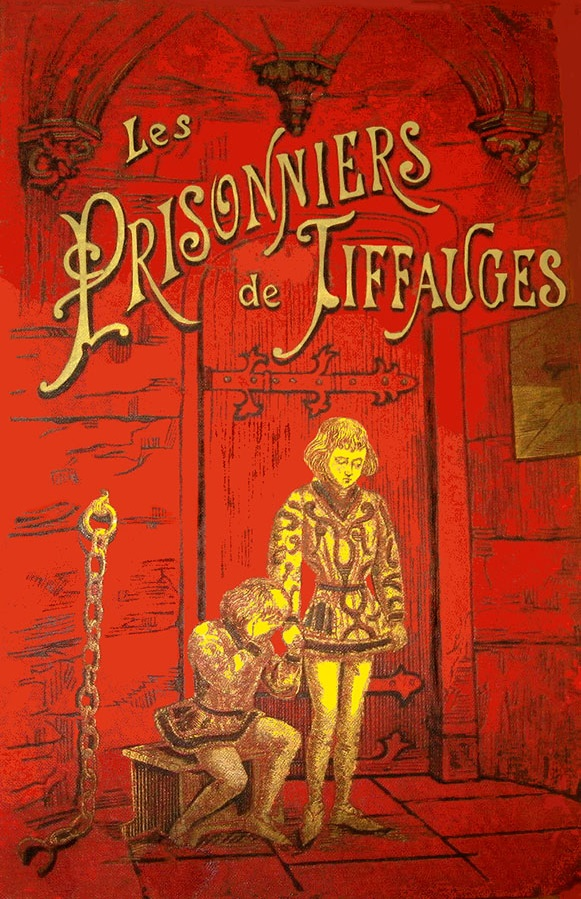
Grabado de Guillaume usado como portada de la novela de E. Carpentier (1892)

Biografía de Gilles de Rais El Mariscal de las Tinieblas: La Verdadera Historia de Barba Azul (ISBN 84-8460-497-7) de Juan Antonio Cebrián Zúñiga.
Gilles de Rais aparece en la novela Los ritos del agua, de Eva García Sáenz de Urturi.
También aparece en la novela Allá lejos, de Joris Karl Huysmans.
Así mismo aparece en la novela El viaje de los Siete Demonios, del escritor argentino Manuel Mujica Lainez.
Coprotagoniza junto a Juana de Arco la obra de 1983, Gilles y Juana, de Michel Tournier, donde reescribe y actualiza la historia de ambos personajes.
Emilie Carpentier (1837-1838) se inspiró en los secuestros y asesinatos de niños de Gilles de Rais para escribir su Les prisonniers de Tiffauges.

### Cine
En la película Juana de Arco, de Luc Besson, el personaje de Gilles de Rais es interpretado por el actor Vincent Cassel.
Paul Naschy se inspiró en su figura para el personaje Alaric de Marnac, al que creó y dio vida en los filmes El espanto surge de la tumba, de Carlos Aured, y Latidos de pánico, de Jacinto Molina.
El director italiano Pier Paolo Pasolini quiso hacer una película sobre Gilles de Rais que no pudo realizar debido a su asesinato en 1975. El guion estaría basado en las obras sobre Gilles de Georges Bataille.
El nombre de Gilles de Rais aparece como juego de palabras en la película Hannibal: el origen del mal (2006), de Peter Webber, cuando se une el nombre del hospital donde Lecter comienza a trabajar nocturnamente, «Saint Gilles», y la ciudad donde se dice fue encerrado uno de los asesinos de su hermana, «Rais».
En 1975 se estrena el documental Images à propos de: Enluminures autour des minutes du procès de Gilles de Rais, dirigido por Martine Lancelot.
En 1950 aparece en un episodio de la serie británica BBC Sunday-Night Theatre.

### Música
El compositor húngaro Béla Bartók compuso entre 1911 y 1912 su única ópera, El castillo de Barba Azul, inspirada en el cuento de Perrault y con libreto del poeta Béla Balázs. La ópera fue estrenada en Hungría el 24 de mayo de 1918.
La canción Into the Crypts of Rays, del grupo de metal extremo Celtic Frost, trata sobre Gilles de Rais.
El grupo de rock argentino Patricio Rey y sus Redonditos de Ricota titula una de sus canciones “Barbazul versus el amor letal”.
El grupo inglés Cradle Of Filth editó en 2008 un álbum dedicado a este personaje, Godspeed on the Devil's thunder (Life and crimes of Gilles De Rais), celebrando también que en 1998 sacaron un álbum inspirado en Isabel Bathory (Cruelty and the beast).
En 2000 nació un grupo musical llamado Guilles de Rais en la ciudad de Castellón (España). Su estilo está dentro del metal extremo.
En Japón hubo una banda entre 1989 y 1995 llamada Gilles de Rais.
En grupo de black metal belga Ancient Rites tiene en su disco de 1994 The Diabolic Serenades un tema dedicado a Gilles titulado "Morbid Glory (Gilles de Rais, 1404-1440)". 
El compositor de música vanguardista John Zorn editó en 2016 un álbum titulado 49 Acts of Unspeakable Depravity in the Abominable Life and Times of Gilles De Rais.
En el álbum Ritual, de 2011, de la banda The Black Dahlia Murder, en la canción "The Window", escrita por Trevor Strnad (etiquetada por la misma banda como "ritual de abducción"), se hace referencia (con narración en primera persona) a las atrocidades cometidas por Gilles de Rais.

### En videojuegos
- El nombre de Gilles de Rais aparece para designar a un vampiro en la saga de videojuegos Castlevania. Este personaje aparece concretamente en Castlevania: Legacy of Darkness.[43]

- Otra aparición que tuvo fue en el juego Bladestorms, de PlayStation 3.[44]

- Aparece en la saga Fate, tanto en Fate Zero, siendo uno de los Sirvientes, como en el videojuego Fate/Grand Order, como uno de los personajes elegibles como Sirvientes, además de ser uno de los personajes de la historia principal.[45]

### En anime

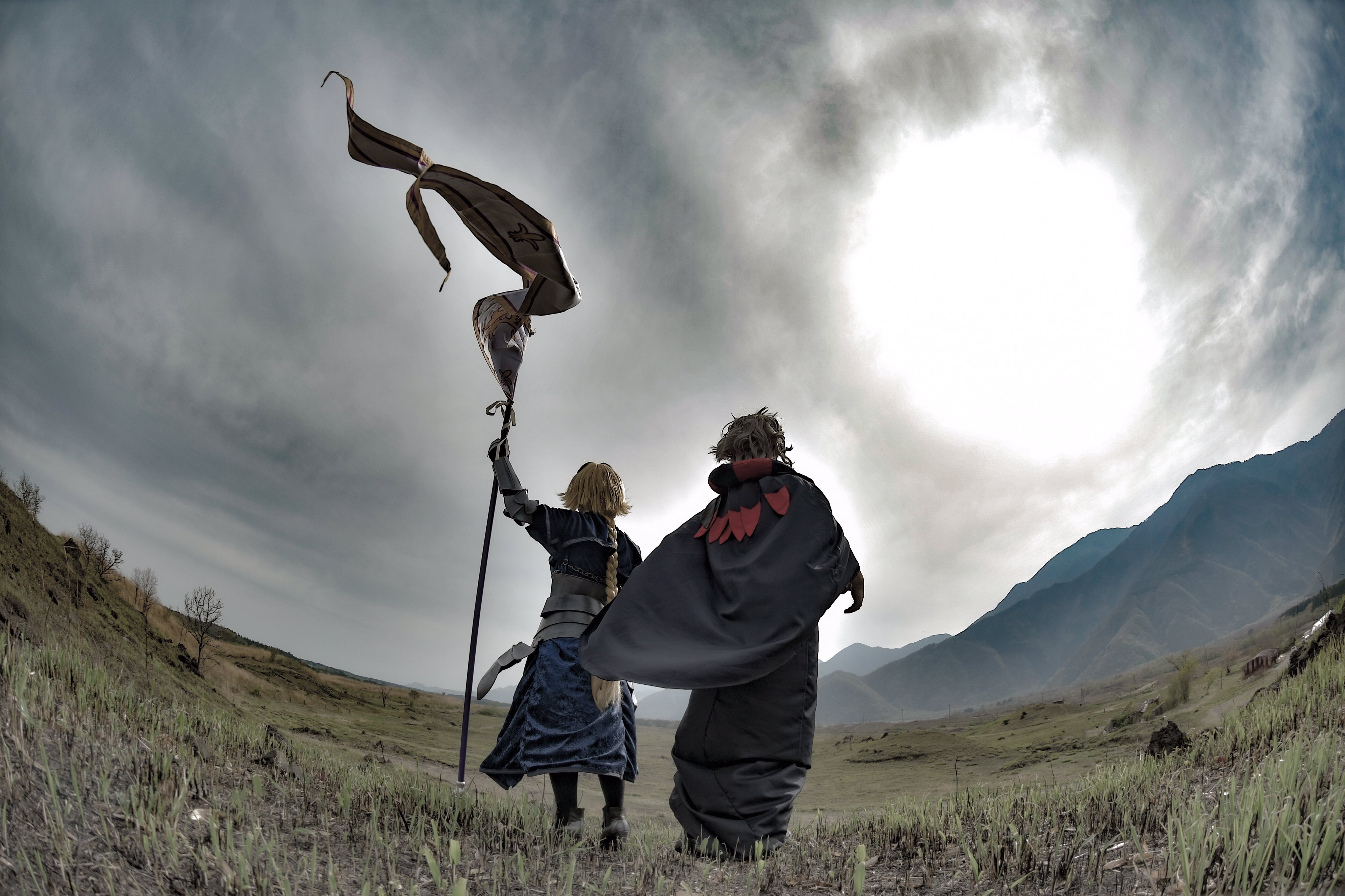
Cosplay de Juana de Arco (Fate/Apocrypha) y Gilles de Rais (Fate/Zero).

Gilles de Rais aparece como personaje de la popular serie Kamikaze Kaitou Jeanne (Arina Tanemura), que cuenta la historia de Juana de Arco y el supuesto romance con Gilles de Rais, quien acabó maldiciendo a Dios y vendiendo su alma al demonio.
Aparece además en su etapa como mariscal, ya muerta Juana de Arco, en El Mundo de S&M (Chiho Saito y Be Papas), cometiendo atroces crímenes y usando las almas de sus soldados para «purificar la vida», salvando así el alma pura de la damisela Silvia.
En la novela Fate/Zero y su adaptación animada, Gilles de Rais aparece bajo la clase de Servant Caster, y se presenta a sí mismo como Barba Azul. En sus enfrentamientos con otros Servants, Gilles utiliza un libro de hechizos escrito por Prelati para invocar seres monstruosos que habitan en otra dimensión. Es un personaje que gusta de la sangre y de asesinatos brutales. Tras ser invocado, comienza a secuestrar a niños para utilizarlos en sus macabros pasatiempos, entre los que se incluyen crear muebles usando los cuerpos retorcidos de sus víctimas o mantenerlas mágicamente con vida para poder disfrutar más tiempo torturándolas de diversas formas. Su objetivo es ofender a Dios con sus blasfemias, ya que en vida no recibió ni la gracia de Dios ni su castigo, y le culpa de haber abandonado a Juana de Arco. Gilles ve en Saber (servant protagonista de la serie) a Juana de Arco y se obsesiona con ella, e incluso cree que es la propia Juana que ha sido revivida como servant.
También se narra sobre él en el anime Makai Ouji: Devils and Realist. En los capítulos nueve y diez es donde también se habla sobre Juana de Arco, la más leal servidora del Arcángel Miguel; se cuenta por qué Gilles de Rais hizo un tratado con un demonio. La historia básicamente dice que Gilles de Rais estaba mucho más que enamorado de Juana, sino más bien tenía una obsesión con ella. Él la amaba tanto que se hizo un demonio para poder volver a ver a su amada. Pero dijo que mientras torturaba y les robaba su virginidad a sus víctimas, este se imaginaba que se lo estaba haciendo a ella. Y esperaba con ansias el día que la viera para poder mancillarla, herirla y hacerla gritar de dolor.
Otra aparición fue en el anime Shingeki no Bahamut: Genesis, donde Guilles de Rais esconde su verdadera identidad haciéndose pasar por el Capitán Lavalley, un oficial de la armada de Orleans. Tras mostrarse confiable ante Amira (coprotagonista de la animación) dándole información relevante acerca del paradero de su madre, a quien busca encontrar en la ciudad perdida de Hellheim, demuestra en el último capítulo su verdadera identidad e intenciones siendo este un cómplice de Beelzebub. Trata de despertar a Bahamut de su letargo así trayendo el día del juicio y el fin de los tiempos. Haciendo gala de trucos sucios y engaños recupera del interior de Amira la llave sagrada, la cual era clave para el despertar de Bahamut. Pese al éxito que consigue en su misión, Favaro y Kaisar, quienes acompañan a Amira, montan una escena pretendiendo pelear a muerte sabiendo que era la única manera de crear una oportunidad para capturarlo y así finalmente derrotarlo, sellándolo cuando este baja la guardia.
Aparece también como personaje principal en Ulysses: Jeanne d'Arc to Renkin no Kishi bajo el nombre de Montmorency, apoyando a Jeanne (Juana de Arco).

### En manga
- Es el líder enemigo de las protagonistas del manga Tetragrammaton Labyrinth. Desea destruir a la humanidad para crear un mundo sin dolor y resucitar a Juana de Arco.

- En Drifters, el sirviente bajo el mando de Juana de Arco, una de las subordinadas del Rey Negro.[46]

### Estudios históricos y ensayos literarios
- Bataille, Georges (1983). El verdadero Barba Azul. La tragedia de Gilles de Rais. Barcelona: Tusquets. ISBN 978-84-7223-535-9.
- Benedetti, Jean (1971), Gilles de Rais, New York: Stein and Day, ISBN 978-0-8128-1450-7
- Bourdeaut, Arthur (1924). «Chantocé, Gilles de Rays et les ducs de Bretagne». Mémoires de la Société d'histoire et d'archéologie de Bretagne (en francés) 5: 40-150.
- Boutin, Pierre; Chalumeau, Pierre; Macé, François; Peyronnet, Georges (1988). Gilles de Rais (en francés). Nantes: Centre national de documentation pédagogique (CNDP) / Centre régional de documentation pédagogique (CRDP) de l'Académie de Nantes. ISBN 2-86628-074-1.
- Bouzy, Olivier (1993). «La réhabilitation de Gilles de Rais, canular ou trucage?». Connaissance de Jeanne d'Arc (en francés) (22): 17-25. ISSN 1151-1400.
- Bouzy, Olivier (enero de 1997). «Le Procès de Gilles de Rais. Preuve juridique et “exemplum”». Connaissance de Jeanne d'Arc (en francés) (26): 40-45. ISSN 1151-1400.
- Cazacu, Matei (2005). Gilles de Rais (en francés). París: Tallandier. ISBN 2-84734-227-3. OCLC 62533449.
- Cebrián, Juan Luis (2005). El mariscal de las tinieblas. La verdadera historia de Barba Azul. Barcelona: Martínez Roca. ISBN 9788484604976.
- Chiffoleau, Jacques (octubre de 2008). «Gilles de Rais, ogre ou serial killer?». L'Histoire (335): 8-16.
- García, P. Alberto (2024). La Francia de Gilles de Rais. El primer asesino en serie de la historia (1ª edición). Tres Cantos: Akal. ISBN 9788446055716.
- Meurger, Michel (2003). Gilles de Rais et la littérature (en francés). Rennes: Terre de brume. ISBN 2-84362-149-6.
- (en inglés) Val Morgan, The Legend of Gilles de Rais (1404-1440) in the Writings of Huysmans, Bataille, Planchon, and Tournier, Edwin Mellen Press, colección "Studies in French Civilization" (n.° 29), 2003, XVI-274 p., ISBN 0-7734-6619-3.
- (en inglés) Ben Parsons, "Sympathy for the Devil: Gilles de Rais and His Modern Apologists", Fifteenth-Century Studies, Camden House / Boydell & Brewer, volumen 37, 2012, pp.113-137, ISBN 978-1-57113-526-1.
- Petitjean, Vincent (2016). Vies de Gilles de Rais (en francés). París: Classiques Garnier. ISBN 978-2-8124-4759-4. doi:10.15122/isbn.978-2-8124-4761-7.
- Valois, Noël (1912). «Le procès de Gilles de Rais». Annuaire-bulletin de la Société de l'histoire de France (en francés) LIX: 193-239. ISSN 0399-1350.

### Literatura
- Allá lejos, Joris-Karl Huysmans, 1891.
- (en francés) Le Diable et la Pucelle, Hubert Lampo, 163 p., Presses universitaires du Septentrion, 2002, ISBN 2-85939-765-5.
- (en francés) Gilles de Rais, Vicente Huidobro, París, Totem, 1932 (obra teatral).
- (en francés) Gilles de Rais ou la Gueule du loup, Gilbert Prouteau, Monaco, Editions du Rocher, 1992 (en francés)
- La Espada Bruñida. Lawrence Schoonover. 1950. En esta novela se hace referencia a Gilles de Rais antes y después de su aprehensión.
- Cebrián, Juan Antonio (2005). El Mariscal de las Tinieblas. Madrid: Temas de Hoy. ISBN 84-8460-497-7.
- Ladrón de almas. Ann Benson. 2002
- La crueldad de la bestia. Shaun Hutson. 1990
- El llamado de la Estirpe. Antonio Malpica. 2013. De la saga El libro de los héroes, se presenta como un demonio cruel al servicio de Oodak, señor de los demonios. Utiliza el seudónimo de Barba Azul, y no es un personaje relevante, pero interfiere varias veces con el protagonista del libro.
- El destino y la espada. Antonio Malpica, 2016. De la saga El libro de los héroes. Allí, Gilles de Rais se vuelve un villano importante y da a conocer su nombre verdadero. Suparticipación es clave en el desarrollo de la historia.
- La Sombra de Juana de Arco', Juan José Robles, 2018. Editorial Libros.com ISBN-10: 8417236287 ISBN-13: 978-8417236281. Ficción histórica sobre la figura de Gilles de Rais y su relación con Juana de Arco.